# ویگتئون
ویگتئون (به انگلیسی: Wighteone) با فرمول شیمیایی C20H18O5 یک ترکیب شیمیایی است که جرم مولی آن ۳۳۸٫۳۵ گرم بر مول می‌باشد. 